# 89th (Highland) Regiment of Foot
Das 89th (Highland) Regiment of Foot war ein schottisches Infanterieregiment der britischen Armee, das von 1759 bis 1765 bestand.

## Geschichte

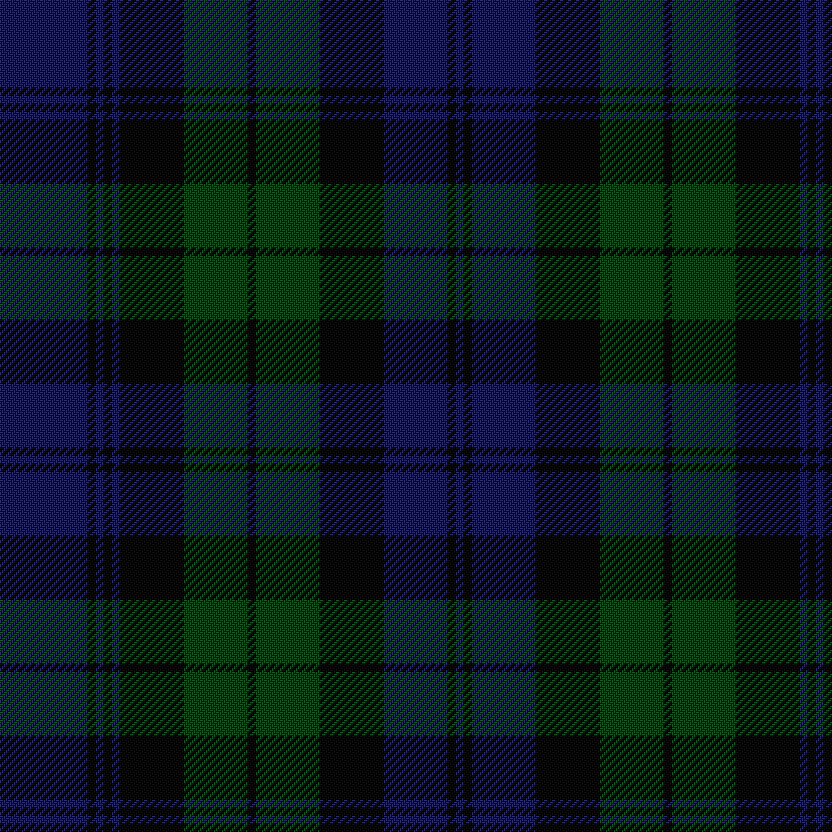
Tartan des 89th Regiment of Foot

Das Regiment wurde während des Siebenjährigen Krieges am 13. Oktober 1759 auf den Ländereien des 4. Duke of Gordon (Clan Gordon) in Aberdeenshire und Banffshire aufgestellt. Das Regiment trug scharlachrote Uniformen mit gelben Aufschlägen, sowie Kilts im Government-sett-Tartan. Lieutenant-Colonel-Commandant war Staats Long Morris.
Das Regiment wurde unter Major Hector Munro ab 1760 in Indien unter anderem im Dritten Karnatischen Krieg eingesetzt. Nach Kriegsende wurde das Regiment 1765 aufgelöst, woraufhin viele Regimentsangehörige in die Dienste der Britischen Ostindien-Kompanie übertraten.